# Эноль (озеро)
Эноль (исп. Lago Enol) — небольшое горное озеро ледникового происхождения, расположенное в регионе Астурии (Испания) на высоте 1070 метров над уровнем моря. Его размеры составляют 750 на 400 метров, а максимальная глубина достигает 25 метров в период максимальных осадков.
Вместе с находящимся в 600 метрах озером Эрсина образуют группу Лагос-де-Ковадонга в Национальном парке Пикус-де-Европа.
Климат в этом районе умеренный. Среднегодовая температура составляет 7 °C. Самый тёплый месяц — август, когда средняя температура составляет 14 °C, а самый холодный — декабрь, при −2 °C. Среднегодовой показатель осадков составляет 1314 миллиметров. Дождливый месяц — январь, в среднем 188 мм, а самый сухой — август с 22 мм.
Погруженный в озеро образ Девы Марии поднимается каждый год 8 сентября, а затем выносится на шествие. Региональные танцы происходят на озере Эноль во время Фиесты Пастора 25 июля.